# Jean Froissart

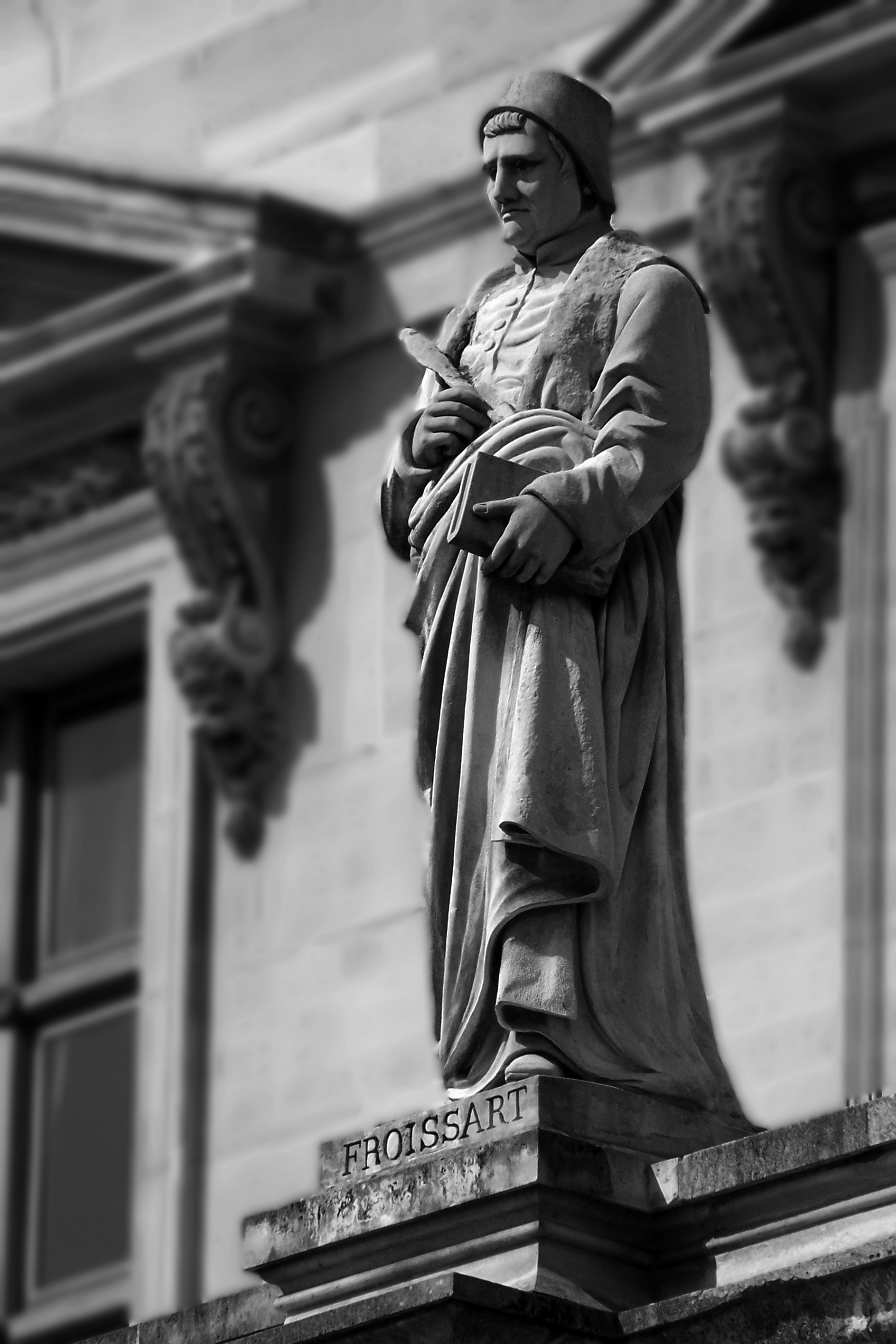
Jean Froissart.

Jean Froissart, född cirka 1337 i Valenciennes, död cirka 1405 i Chimay, var en fransk diktare, känd som Hundraårskrigets krönikör.
Froissart var kyrkoherde i Les Estinnes i Hainaut, slutligen domherre i Chimau. Han sysslade tidigt med poesi i tidens preciösa stil. Bevarade finns en mängd blandad lyrik samt den omfångsrika versromanen Meliador, den franska litteraturens sista Arthurroman. I 20-årsåldern började han ägna sig åt sitt livsverk, upptecknandet av sin tids minnesvärda tilldragelser. Man känner till mycket litet om hans liv, utom vad han själv tillfälligtvis nämner. 
Froissart var personligen oberörd av tidens krig och katastrofer, ägnade sig åt litterärt arbete och åt resor för insamlandet av material till sin krönika. Han var överallt omhuldad av mäktiga gynnare, i England såväl som i Frankrike och Flandern. Hans krönika, påbörjad såsom bearbetning av en äldre samtidas, Jean Le Bels, nådde slutligen ett gigantiskt omfång. Verket omfattade i slutet fyra böcker, varav den första finns i tre olika redaktioner, och behandlar engelska, spanska, flandriska och andra angränsande länders affärer från hundraårskrigets början till Richard II av Englands död 1399. På svenska finns ett urval, Krönika (urval och översättning Lorenz von Numers, Natur och kultur, 1961).
Krig, "vackra vapendåd", ridderskapets liv och bedrifter är vad han främst skänker sitt intresse. Mera kan läsas i Frans G. Bengtssons tjugosidiga essä "Froissart" ur boken Silversköldarna (1931). Bengtsson skriver : "... eftervärlden kommer i Froissart att se den älskvärdaste av domherrar, den ypperste av krönikörer och en personlighet som ... på ett särskilt sätt lyser upp sitt århundrade ...".